# Tétra (poisson)
Pour les articles homonymes, voir Tétra.
Taxons concernés
Des espèces des familles :
- Alestiidae
- Characidae
- Lebiasinidae
- etc. (Voir texte)modifier

En zoologie, et plus particulièrement en aquariophilie, le nom vernaculaire tétra désigne plusieurs espèces de petits poissons d'eau douce originaires d'Afrique, d'Amérique du Sud et d'Amérique centrale, pour la plupart de la famille des Characidés. Ils sont appréciés en aquarium pour leur petite taille, leur comportement intéressant et leurs faibles exigences.
Le terme « tétra » n'est pas exactement un taxon phylogénétique en ichtyologie. En raison de la popularité des tétras en aquariophilie et en pêche sportive, de nombreux poissons indépendants sont communément appelés tétras, y compris des espèces de différentes familles. Même certains poissons très différents peuvent être appelés « tétra ». Par exemple, Hydrolycus scomberoides est parfois connu sous le nom de « tétra vampire ».

## Noms vernaculaires et noms scientifiques correspondants
Liste alphabétique de noms vernaculaires attestés en français.

Note : certaines espèces ont plusieurs noms et, les classifications évoluant encore, certains noms scientifiques ont peut-être un autre synonyme valide.
- Joli Tétra—Hemigrammus pulcher

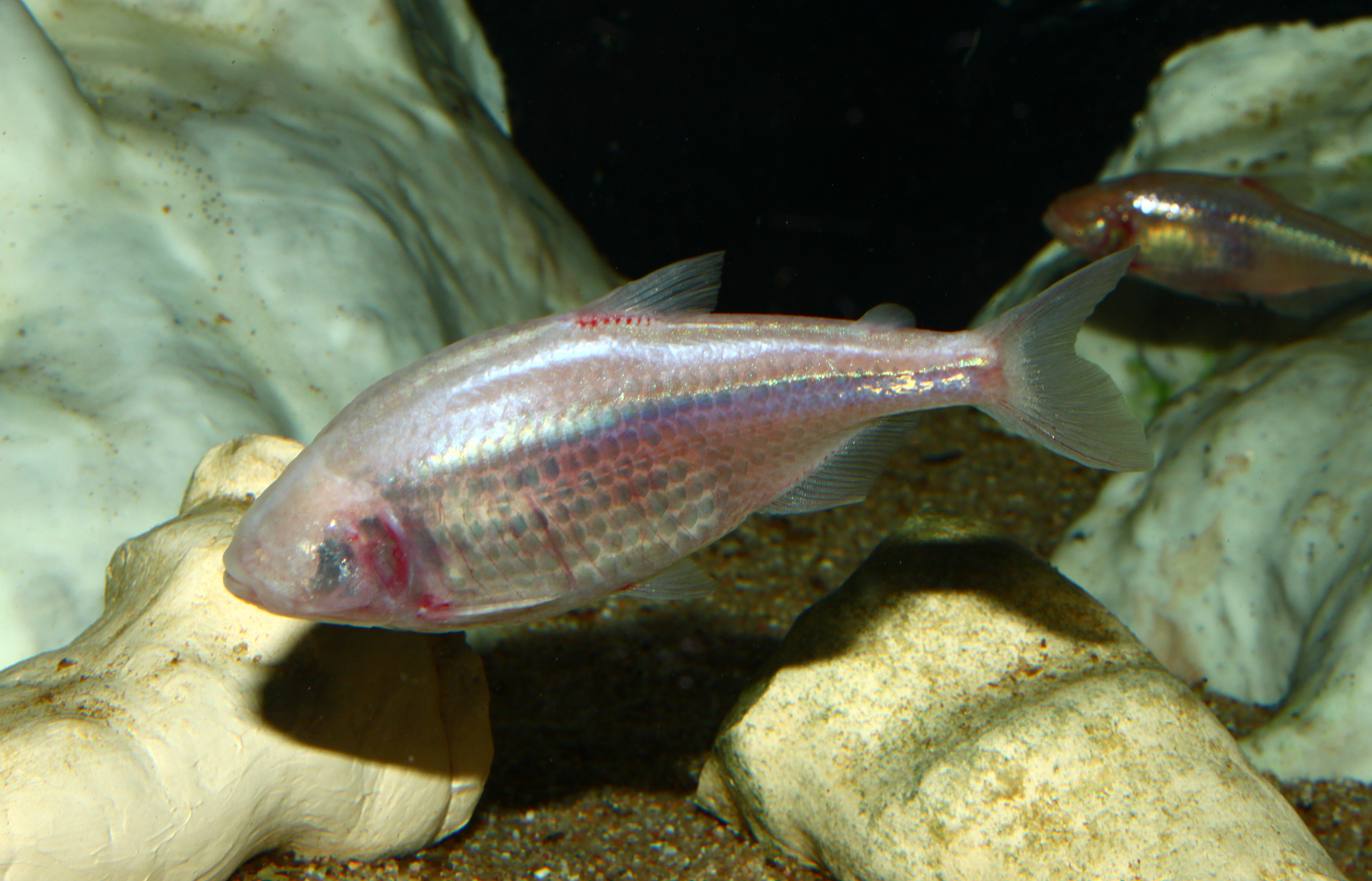
Tétra aveugle

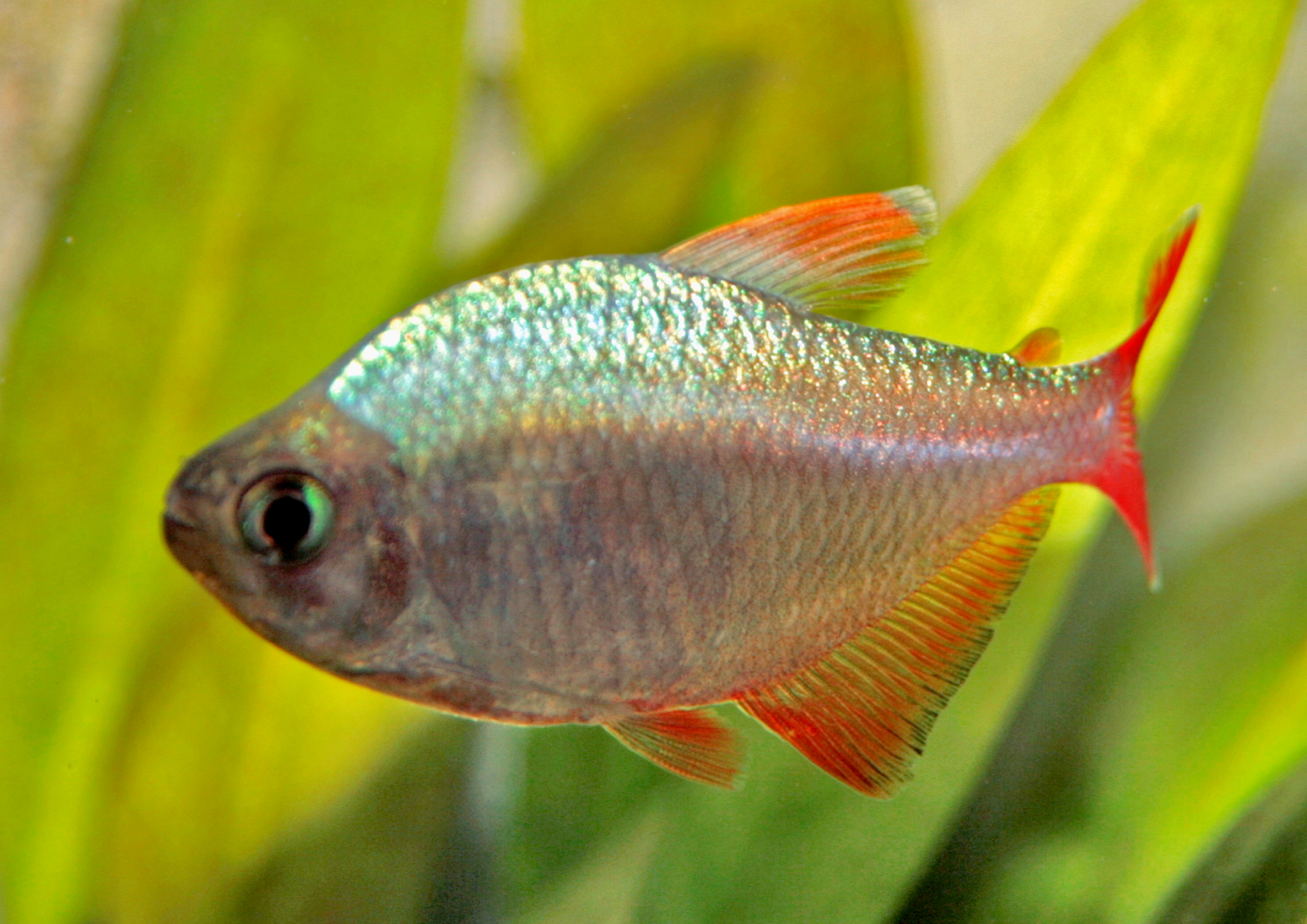
Tétra de Colombie

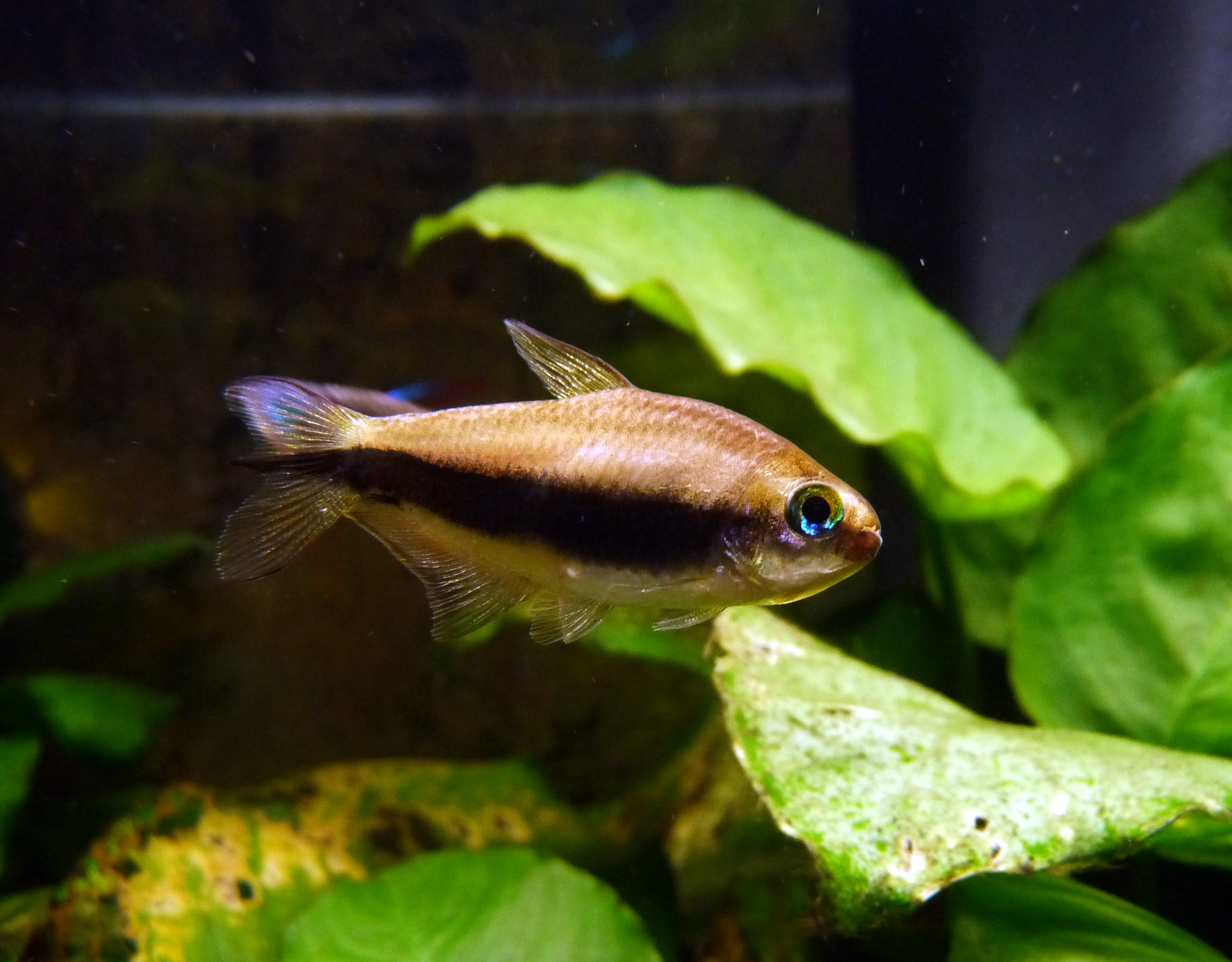
Tétra-empereur

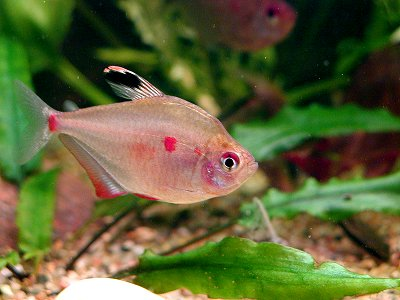
Tétra perez

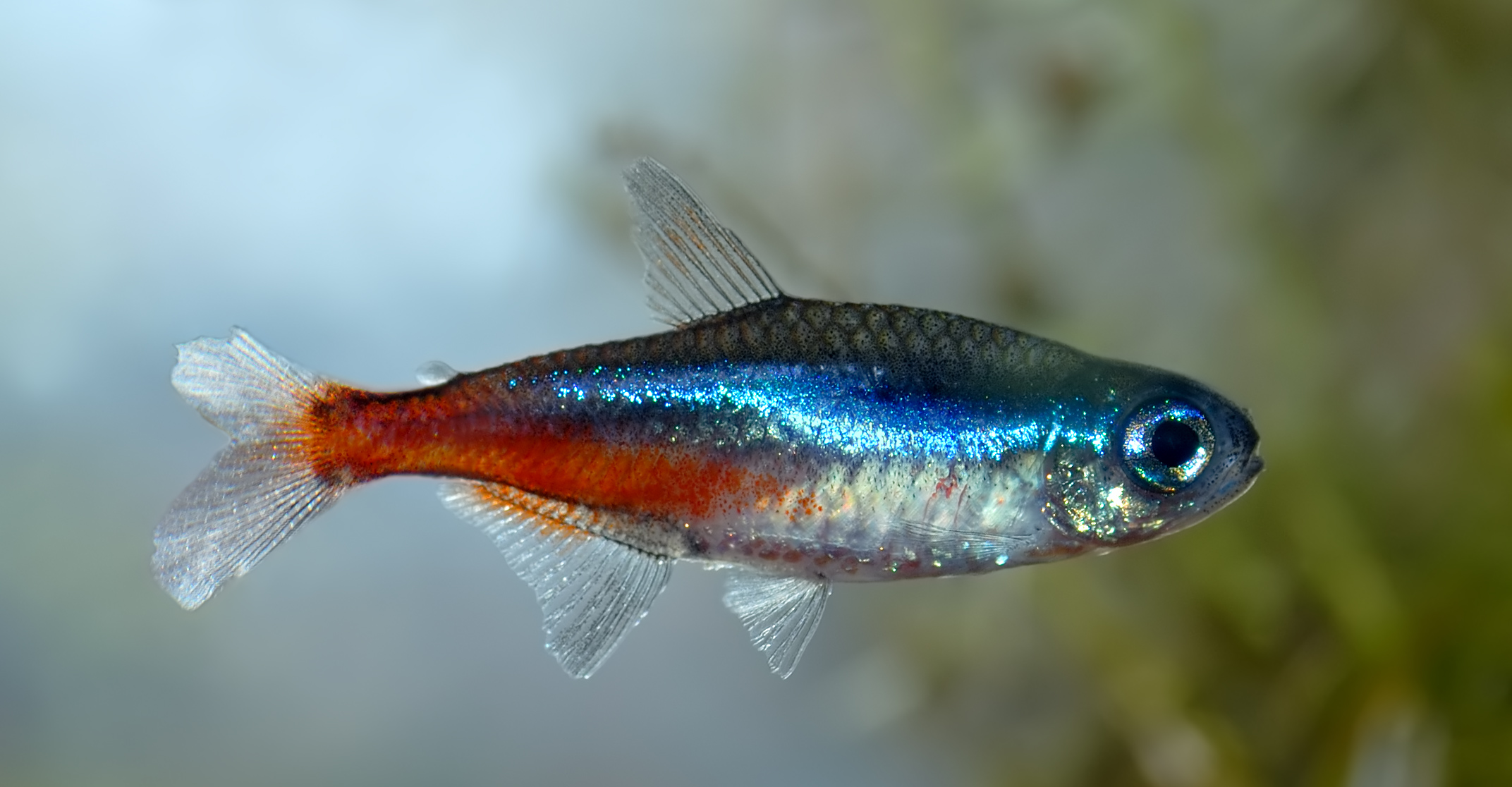
Tétra néon

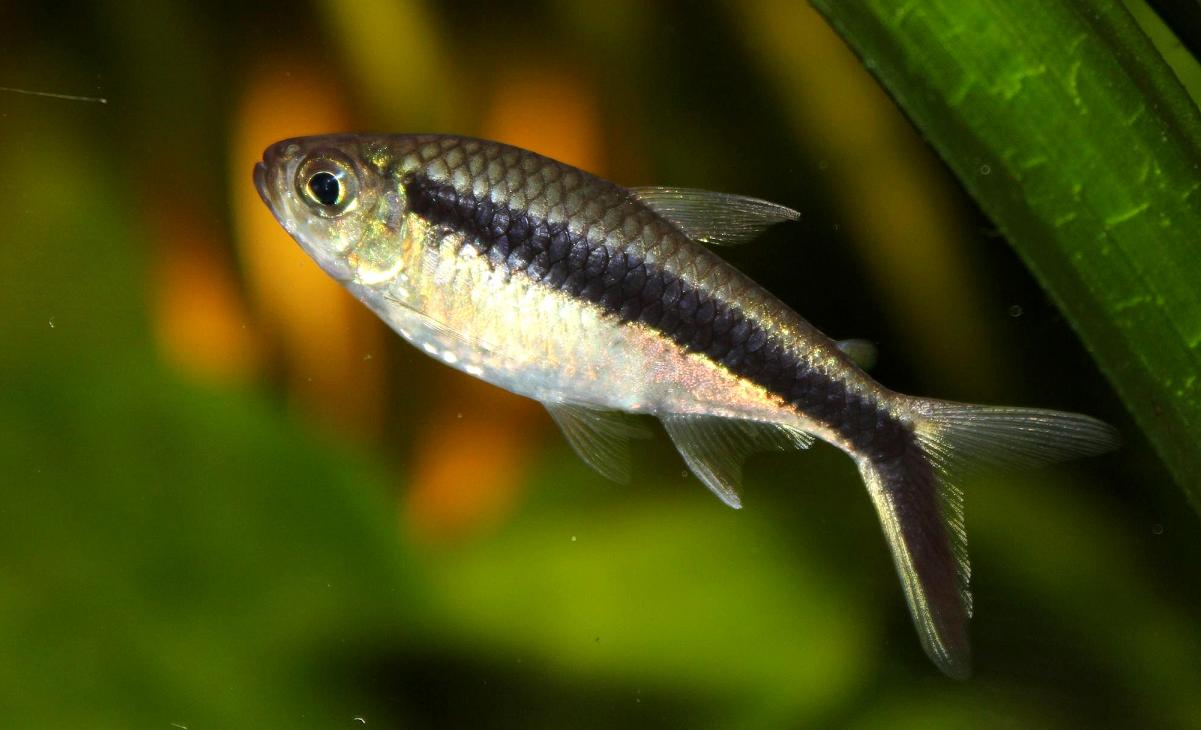
Tétra-pingouin

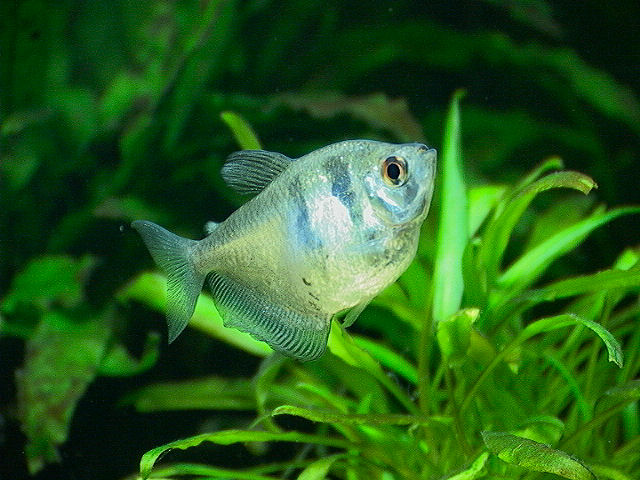
Tétra veuve

- Tétra amande —Hyphessobrycon amandae
- Tétra africain —Brycinus kingsleyae[2]
- Tétra arc-en-ciel —Nematobrycon lacortei
- Tétra argenté —Ctenobrycon spilurus[3]
- Tétra aveugle —Astyanax fasciatus mexicanus
- Tétra bandé—Astyanax fasciatus
- Tétra barberos à petites écailles —Mimagoniates microlepis
- Tétra bleu—Knodus borki
- Tétra bleu du Congo—Phenacogrammus interruptus
- Tétra bleu du Pérou—Knodus borki
- Tétra à bouche rouge —Hemigrammus bleheri
- Tétra de Buenos-Aires— Hemigrammus caudovittatus[3] ou Hyphessobrycon anisitsi
- Tétra cardinal— Paracheirodon axelrodi[3]
- Tétra cavernicole— Astyanax fasciatus mexicanus
- Tétra citron —Hyphessobrycon pulchripinnis[3]
- Tétra du Congo  —Phenacogrammus interruptus[3]
- Tétra-colibri —Poecilocharax weitzmani
- Tétra de Colombie —Hyphessobrycon columbianus
- Tétra Costello —Hemigrammus hyanuary
- Tétra croasseur à petites écailles —Mimagoniates microlepis
- Tétra cuivré —Hasemania nana
- Tétra diamant —Moenkhausia pittieri
- Tétra doré —Hemigrammus rodwayi
- Tétra-drapeau ou Tétra à drapeau — Hemigrammus unilineatus[2] ou Hyphessobrycon heterorhabdus
- Tétra étincelle —Hyphessobrycon amandae
- Tétra-empereur —Nematobrycon palmeri
- Tétra-empereur aux yeux rouges —Nematobrycon lacortei
- Tétra fantôme jaune —Hyphessobrycon roseus
- Tétra fantôme noir —Hyphessobrycon megalopterus
- Tétra fantôme rouge —Hyphessobrycon sweglesi
- Tétra-faucille —Hyphessobrycon pyrrhonotus
- Tétra flamme—Hyphessobrycon flammeus
- Tétra-fléchette noir—Poecilocharax weitzmani
- Tétra glande à flancs barrés—Mimagoniates lateralis
- Tétra jaune—Hyphessobrycon bifasciatus[3]
- Tétra jaune du Congo —Alestopetersius caudalis
- Tétra joyau—Hyphessobrycon eques[2]
- Tétra à losange —Hyphessobrycon anisitsi
- Tétra loreto —Hyphessobrycon loretoensis
- Tétra à longues nageoires —Brycinus longipinnis
- Tétra lumineux— Hemigrammus erythrozonus
- Tétra-lune africain— Bathyaethiops greeni
- Tétra mexicain— Astyanax mexicanus
- Tétra néon —Paracheirodon innesi[3]
- Faux tétra néon—Paracheirodon simulans
- Tétra néon noir —Hyphessobrycon herbertaxelrodi
- Tétra nez rouge —Hemigrammus rhodostomus
- Tétra noir —Gymnocorymbus ternetzi[3]
- Tétra-panda —Aphyocharax paraguayensis
- Tétra perez —Hyphessobrycon erythrostigma
- Tétra Pérou —Hyphessobrycon peruvianus
- Tétra-pingouin —Thayeria ifati[2] ou Thayeria boehlkei
- Tétra Pristella —Pristella maxillaris
- Tétra pulcher —Hemigrammus pulcher
- Tétra poivre —Axelrodia stigmatias
- Tétra de Rio— Hyphessobrycon flammeus
- Tétra rose— Hyphessobrycon bentosi
- Tétra rouge— voir Tétra cardinal[3]
- Tétra rouge du Congo— Brycinus imberi
- Tétra rouge de Rio— Hyphessobrycon flammeus
- Tétra royal— Inpaichthys kerri
- Tétra sang— Hyphessobrycon eques
- Tétra-semoule rouge— Axelrodia riesei
- Tétra Serpae— Hyphessobrycon eques
- Tétra-soleil— Aphyocharax paraguayensis
- Tétra transparent— Charax gibbosus
- Tétra vampire— Hydrolycus scomberoides
- Tétra voilier - Crenuchus spilurus[2]
- Tétra vermillon— Hyphessobrycon griemi
- Tétra veuve— Gymnocorymbus ternetzi
- Tétra aux yeux rouges— Moenkhausia sanctaefilomenae

## Caractéristiques
Les characidés se distinguent des autres poissons par la présence d'une petite nageoire adipeuse entre la nageoire dorsale et la nageoire caudale. 